# Sybra modestior
Sybra modestior är en skalbaggsart som beskrevs av Stefan von Breuning 1960. Sybra modestior ingår i släktet Sybra och familjen långhorningar.
Artens utbredningsområde är Filippinerna. Inga underarter finns listade i Catalogue of Life.